# 章炳麟
章 炳麟（しょう へいりん、拼音: Zhāng Bǐnglín、1869年1月12日 - 1936年6月14日）は、中国清末民初の学者・思想家・革命家。本名は「学乗」。字は「枚叔」。号の「太炎」（たいえん、拼音: Tàiyán）でも知られる。
辛亥革命を思想面で支えたことから、孫文・黄興と並ぶ「革命三尊」の一人として尊崇される。中国の伝統思想（中国哲学）をナショナリズムのもとに論じたことから、「国学大師」とも形容される。

## 生涯

### 生誕から戊戌政変まで
1869年1月12日、浙江省余杭県で地主の家の四男として生まれる。幼少より母方の祖父と父から儒学の手ほどきを受けた。
1890年、杭州にある書院「詁経精舎」に入学する。詁経精舎は、阮元によって建設され、戴震に由来する皖派考証学の伝統を継ぐ書院だった。章炳麟はそこで兪樾に師事し、古文経学や史学、音韻学・訓詁学などの小学を修得した。なお、章炳麟は科挙のための学問を軽蔑していたため、科挙を受験していない。章炳麟は、もしも時代が違えば、革命とは無縁の学者として活躍したであろうが、あたかも顧炎武の後を追うかのように反清活動に人生を捧げることになる。
1895年、人生の転機が訪れる。この年、日清戦争の敗戦とそれに伴う下関条約の締結は、中国の知識人たちに衝撃を与えた。章炳麟は、この年に結成された強学会に参加する。強学会は、康有為・梁啓超・譚嗣同らによる、立憲君主制としての穏健的革命（上からの改革）を主張する政治団体（変法派・保皇派・変法自強運動）であり、章炳麟はその機関誌『時務報』でジャーナリストを務める。章炳麟は『時務報』に二編の記事を寄稿し、変法派として一年半ほど活動する。しかしやがて主張の相違から、変法派から距離を置くようになる。
1898年、変法派を容れた光緒帝が改革が実行するも、西太后・袁世凱ら保守派によって鎮圧され、変法派が処刑・弾圧されるという事件が起きる（戊戌政変）。章炳麟は既に変法派と距離を置いていたが、弾圧が自分にも及ぶのを避けるため、台湾を経て日本へ亡命する。

### 日本への亡命
日本では、同じく亡命中の梁啓超と再び交際するとともに、明治期日本の学界を通じて西洋哲学やナショナリズムについて学ぶ。また、梁啓超を通じて孫文を紹介されるが、このときはごく軽い交際に終始した。
章炳麟はその後、日本と上海を往復しつつ、変法派と対照的な革命派として、急進的革命を主張するようになる。上海では、康有為の別の弟子で、後に自立軍起義と呼ばれる武装決起を準備中の唐才常との面識を得る。その縁で、1900年6月、上海において開催された「中国国会」（会長容閎・副会長厳復）に章炳麟は参加する。唐才常はこの会によって変法派と革命派の協力を画策しての開催であったため、その会規則には双方の主張が採用され、「種族革命」と「勤皇」という相矛盾する要素が併記されていた。ここで示す種族革命とは革命の主体を民族に置くもので、具体的には満州人に対して漢民族が行う民族革命を指す。また勤皇とは光緒帝に忠誠を誓い立憲君主制樹立のために動くことを意味した。種族革命を主張していた章炳麟は勤皇の方針は承諾できる内容のものでなく、以後中国国会に出席せず脱会している。そして辮髪を断髪し、革命派の旗幟を鮮明にするに至る。そしてこれ以後、章炳麟は変法派の影響を完全に払拭し、革命派の主要論客として活躍することとなった。
章炳麟が変法派と完全に決別した時期は、義和団の乱の時期に重複する。この事変は西太后や一部の高級官僚の保守派により扇動された民衆による外国人襲撃であったが、列強諸国の出兵により鎮圧された。民衆を扇動した清朝の代償は大きく、巨額の賠償金の支払いや外国軍隊の北京駐留認可が講和条件となった。これに危機感を覚えた西太后等の保守派は戊戌変法を模倣した光緒新政を実施したが、革命運動が衰退することはなかった。
同時期、孫文らは会党（中国の秘密結社）や新軍内部に革命思想を浸透させ、次々と武装蜂起を実行、他方で章炳麟は専ら言論により革命に参加し、革命が不可避であることを宣伝した。その言動が清朝政府による取り締まり対象となると日本に亡命し、そこで孫文や秦力山と交友を深めている。1902年「支那亡国二百四十二年紀念会」を東京で開催する計画が立てられた。「支那亡国」とは南明永暦帝政権の滅亡を指し、開催予定日は明崇禎帝が自殺した日であって、それらを記念とすることにより満州王朝への復仇心の扇動を計画した。会の宣言書は章炳麟が起草したが、その内容は革命遂行を提唱するものであった。清国公使の要請により明治政府は当日になって紀念会の開催を禁止したが、これ以後在日留学生の多くが排満革命に靡き、革命結社が続々と結成されるようになった。

### 上海での投獄、中国同盟会の結成
上海に戻った章炳麟は、蔡元培が結成した愛国学社に参加し教師となった。そこで『革命軍』を著した鄒容と出会う。この時鄒はわずか19歳であり、その『革命軍』は革命を礼賛し、排満復仇を強く表明したセンセーショナルな書籍であった。両者はその思想的相似点から密接な関係を構築するに至っている。章炳麟自身は1903年6月、「康有為を駁して革命を論ずる書」を雑誌『蘇報』に連載した。これは康有為が海外の華僑に対し立憲こそ中国がとるべき道で革命は非であると説いたことへの反駁の論説である。『革命軍』と「革命を論ずる書」は公然と清朝打倒を主張するものであり、知識人への大きな反響を呼んだ。そのため鄒容・章炳麟ともに逮捕されるに至る（蘇報事件）。獄中、鄒容は死を迎えるが、章炳麟は日々仏教書を読んで耐え、3年後に釈放されたのち、再び日本へと亡命した。蘇報事件により章炳麟の知名度が高まり、鄒容の『革命軍』と章炳麟の「革命を論ずる書」は知識人の間に広く知られるようになり、特に章炳麟の文章にしては非常に読みやすい文体であったこともあり、双方併せて『章鄒合刻』というタイトルで刊行された。
1904年、蔡元培および陶成章が中心となって、浙江省出身者を中心とする革命団体である光復会が上海にて結成された。設立には獄中の章炳麟が深く関与していたとされる。なお「光復」には清朝によって従属せしめられた中国で光り輝く中華を再度復するという決意が込められている。
1905年8月、宮崎滔天・頭山満・北一輝といった日本のアジア主義者の協力のもと、東京にて、光復会・華興会・興中会を統合した「中国同盟会」が、孫文を代表として結成された。章炳麟は亡命後ただちに入会し、その機関誌『民報』の主筆となって種族革命を鼓吹し、変法派梁啓超の『新民叢報』と論戦を展開した。またアジアにおける被侵略民族にも眼を向けてその団結を図り、亜洲和親会を発起した。しかしやがて章炳麟と孫文両者の革命の方向性、すなわち種族革命志向と西洋的な民権の確立への志向の相違が明確になると孫文派と疎遠となり、1910年に改めて光復会を立ち上げ、同盟会とは対立するようになる。

### 辛亥革命以降
1911年10月10日、武昌蜂起を起因として辛亥革命の成功を知った章炳麟は直ちに帰国した。その革命宣伝の功績により民国政府より勲一等が授与され、孫文・黄興とともに「革命三尊」と称されることとなった。しかし「革命軍興れば、革命党消さん」と述べて中国同盟会の解散を主張したり、中華民国連合会（後に統一党と改称）を組織したことが原因で孫文との意見対立が生じたため、袁世凱に期待を寄せるようになる。辛亥革命直後、孫文らの南京臨時政府と袁世凱の北洋軍閥との間で中華民国の主導権を巡る政争が行われた。争点の一つが首都問題であり、双方が自らの政治地盤への首都設置を要求した。さきの統一党は袁世凱を擁護して首都を南京ではなく北京に置くことを主張し、そのため章炳麟は高等顧問や東北籌辺使に任命された。しかし1913年4月、宋教仁が袁世凱によって暗殺される事件が発生されると、章炳麟は袁世凱より乖離、孫文側の勢力と合流し袁世凱打倒の活動に参加した。その後北京に戻ったところを袁世凱により逮捕され、3年間の軟禁と長女の自殺に遭遇しながらも袁世凱側に参与することはなかった。1916年に護法運動が発生すると、翌年章炳麟は北京を脱出してこの運動に参加、孫文の軍政府秘書長として広東省、雲南省、四川省、湖北省を転戦した。湖北から上海に帰り政界を引退した後は政体は中央集権よりも連省自治が望ましいとの主張をし、北洋軍閥及び孫文双方の統一に反対した。
1919年、パリ講和会議において山東における ドイツの権益が中国に返還されず日本に移譲されることが梁啓超によって知らされると、日本に抗議する学生運動が発生した（五四運動）。この運動に連動して「サイエンスとデモクラシー」を旗印に儒教批判を行い、また白話（口語）による文章の表現を主張する新文化運動が展開されたが、この時章炳麟は「国粋」・「尊孔読経」を唱え、且つ国共合作や「聯俄・聯共・扶助農工」政策に強く反対した。これは、章炳麟は中国共産党に強い忌避感を持っていたためである。そのため五四運動の代表的な論者からは白眼視され、かつて敵対した康有為とともに保守反動と批判された。
この頃、上海を訪れた日本人を客人としてしばしば迎えている。1921年には芥川龍之介と会談し（#逸話）、1930年には、後に中国語学の権威となる倉石武四郎を迎えている。
なお、1913年には湯国梨と結婚している。湯国梨は、同時代の秋瑾や、孫文夫人の盧慕貞・宋慶齢（宋氏三姉妹）らとともに、辛亥革命期の列女・中国の女性運動家の源流として知られる。

### 晩年
1931年に満州事変が勃発してからは、蔣介石の「安内攘外」（先に中共を鎮圧し、その後で日本を討つ）政策を批判し、「抗日救国」を唱えて日本への抗戦を積極的に主張した。また、五四運動の時とは異なり学生運動を擁護した。
1934年、蘇州に移住し、翌年には「章氏国学講習会」を起こして講学する一方、国学の保護を目的に雑誌『制言』を発行した。
1936年6月14日、69歳で死去。遺体は杭州市西湖南屏山の麓に埋葬された。現在その近くには章太炎紀念館が建っている。

## 思想

### 康有為・梁啓超との論争
章炳麟の論敵は多いが、とりわけ論戦を交わしたのが、康有為・梁啓超ら変法派（保皇派）である。章炳麟の思想は彼らとの論争を通じて形成されてきた。

#### 今文と古文
経学を思想基盤としていても、両者の学派は異なるため、自ずと思想も異なってくる。康有為は今文公羊学を、章炳麟は古文経学を奉じるが、両学派の傾向の相違は「公羊学派は六経を「経」（聖典）と見なし、左伝派は「史」（歴史）と見なす」と説明されることが多い。誤解を恐れずに言えば、公羊学の方がやや宗教的な傾向が強く、左伝派は「実事求是」を志向しているといえる。こうした傾向を最大限展開したのが、康有為の立憲改革論、それに対する章炳麟の「種族革命論」である。
康有為は、当時スタンダードとされた古文経学の経書『春秋左氏伝』が 前漢末・新の学者 劉歆によって偽造されたものであって、今文公羊学にこそ孔子の真意が正しく伝えられていると主張した。さらに康有為は、孔子の真意とは伝統を維持保存するのにあるのではなく、むしろ改革こそが孔子の行わんとしたこと（孔子改制）であるとし、実は六経は孔子が周公旦に仮託して書いたものだ、という。いうまでもなくこの意見はマイナーなものであって、正統な経学とは言い難い。こうした突飛なことが言えるのは、康有為が考証の堅実な積み重ねに拠らずして「微言大義」に依拠しているからである。「微言大義」とは経書の僅かな字句に孔子の隠された真の意図が込められていると考え、それを読み取ろうとする解釈法である。非常に解読者の主観が忍び込みやすいと言わねばならない。
康有為によれば孔子の真の意図とは要するに立憲君主制や自由平等な社会の到来であったとされる。端的に言えば、康有為の孔子とは社会制度の改革者と宗教的な予言者を兼ね備えた存在であった。他方で清末考証学において、孔子はすでに独尊の存在ではなく、墨子等の他の諸子百家と同じ地平にまで引き下ろされていた。孔子の真の教えを考証でもって探ろうとした考証学は、皮肉にも孔子の聖人性を減じ、諸子の一人としてしまったのである。そうした清末の思想状況にあって、「孔子改制」を唱えるためには、六経およびそれを著した孔子は神秘性を帯び権威を持った存在であらねばならなかった。かくして康有為は儒教に孔子教（あるいは孔教）という新たな呼称を与えて、儒教を宗教化する運動を推進したのである。
しかし儒教宗教化は単に改革正当化としてのみ企図されたのではない。政治制度や価値観（三綱五常から自由・平等へ）をたとえ変えても、不変的な精神的支柱 - たとえば西洋のキリスト教や日本の神道のごときもの - が国家にあらねばならないという意識も背後にはあった。いずれにしても康有為は経学・孔子のイメージを大きく書き換えようとしたと言えよう。
他方、章炳麟は「劉子駿私淑弟子」（子駿は劉歆の字）という印を使用していたことからも知れるように、古文経学の徒である。章がはじめ変法派に与していたことは上に述べたが、その中で次第に公羊学との差異を意識するようになり、その後『左氏伝』の民族主義的部分を殊更に強調し対抗するに至った。章炳麟は六経を聖典ではなく歴史ととらえる。よって孔子や経書に神秘性は全く不要であり、当然孔子教という発想にも猛反対する。そして「微言大義」の解釈恣意性を取り上げ、「孔子改制」は実質「康子改制」にすぎないと非難した。
しかし章炳麟にとって歴史として六経を解することは、決して経書及び孔子への敬意が損なわれることを意味せず、むしろ尊敬の所以に他ならない。また民族に歴史を与えた孔子は間違いなくそれだけで不朽の存在であった。何故なら歴史こそが民族に文明と伝統がいかに作られたかを知らしめるからだという。そして章炳麟はここから、孔子およびその後継者（つまり史家）は漢民族の輝かしい中華文明の事績を書き留めてきたが、その継承者たる漢民族が夷狄たる満州族の足下にひれ伏してよいはずがない、と考えを推し進める。ここに至って章炳麟は、古文経学から文明とはすなわち国粋という概念を抽出し、それを光復するために種族革命を唱道するに至るのである。こうした思想は古文経学からのみ導き出されたのではなく、考証学の一学派たる浙東史学、とりわけ章学誠の「六経皆史」という考え方（儒教の経典は全て歴史として捉えるべきという考え）に影響されたためだと言われている。この浙東史学は民族主義的である点がその特徴の一つであって、章炳麟の種族革命はそれに助長された部分があると思われる。

#### 満州族支配をめぐって
清朝はいうまでもなく、17世紀に満州人が打ち立てた王朝である。その満州人支配をどう解釈するかも、章炳麟と康有為の間に横たわる大きな差異であった。2人とも経学に拠って語る以上、それは畢竟華夷思想の基準は何かという点に行き着かざるを得ない。公羊学には社会が進むにつれて、中華と夷狄の差異が解消していき、最終的には大一統に至るという理念がある。康有為はそれを漢民族と満州族に当てはめ主張した。康有為によれば華夷思想における華と夷の違いとは、文明か野蛮かの違いであるという。したがって今の満州人は教化・礼楽・言語・服飾いずれも漢民族と変わりないことから同一のものと見なすべきであり、皇帝が満州人であってもなんら問題ない。さらに満漢相争う事となれば内戦とならざるを得ず、それは中国のためにならない、つまるところ「満漢不分・君民一体」をもってテーゼとしたのである。
これに対し章炳麟は華夷の別は民族にあり、ということを強く主張した。それは『左伝』の「我族類に非ざれば其の心必ず異る」といった民族主義的な箇所を拠り所とするものだった。また文字の獄のごとき、清朝初期の苛政を思うとき、章の心は平静でいられなかったためでもある。康有為は満州人はすでに漢民族と同化しているというけれども、満州語を保持し、固有の宗教観も持っている。何よりも辮髪は漢民族も行うが、これは支配受容の証として強制されているだけであって本来漢民族固有のものではない。つまりこれは同化ではなく抑圧であることの証拠に他ならない、よって漢民族は満州人に復仇せねばならないと章は主張した。一言で言えば「駆除韃虜」をテーゼとすべきと説いたのである。章炳麟の主張は辛亥革命以前にあっては激烈そのものであったため、周囲と摩擦を引き起こさざるを得なかった。彼が名儒兪樾の門下であることはすでに述べたが、章が種族革命の旗幟を鮮明としたことで師弟の間には亀裂が生じた。すなわち兪樾に「不孝不忠は人類に非ざるなり」と叱責・破門され、他方章も「謝本師」（『民報』第九号）を書いて師と絶縁するのである（「謝」はいとまごいする、の意）。

#### 改革か革命か
列強に圧迫される現状を好ましくないとする点では同じであっても、満州族支配をめぐって激しく対立する両者の政治方途が同じであるはずはない。康有為は満漢不分を唱えたが、それは満漢両民族ともに列強に圧迫され存亡の危機にさらされており、その意味では運命共同体にほかならず、この危機を乗り切るに当たって、公理に従い政治改革を進めなければならない、と康はいう。公理とはすなわち社会進化の法則であって、具体的には立憲君主制を経て共和制へ進む過程を指し、その順序を越えてアメリカやフランスのごとき共和革命をいきなり行なってしまえば多大な流血を余儀なくされ、列強につけ込まれてしまう、という主張であった。戊戌変法が失敗に終わり、清朝から刺客を差し向けられても、康有為が革命に傾くことはなかった。それどころか各国政府に働きかけて光緒帝の廃位を阻止し、保皇会を設けて海外から立憲運動を展開するのである。
一方、章炳麟は立憲君主制を採用すれば、流血の事態とならないという康有為の主張に反論する。彼はそもそも頼りとすべき光緒帝は惰弱であって頼むに足らないために、康有為の構想する上からの改革は必ずや流血を招かざるを得ず、であるならば革命の方が簡便である、というのである。よしんば立憲君主制が成就しようとも、議会には上下二院を設けるが、その上院には満州人の貴族たちが居座り、真の改革は行えないであろう、とも章は述べる。
さらに康有為の公理に対し、章炳麟も進化と革命を結びつける。すなわち進化とは生存競争であるが、その生存競争により智慧は生じ、その競争の主体は革命であらねばならないとする。そして革命によって共和と民主の世を招来せねばならないと訴えるのである。
ここで注意を要するのは、「革命」ということばが現在我々の使う意味での革命と同義になっている点である。清末まで「革命」は「易姓革命」を指していた。つまり現君主に対し異姓の君主が取って代わることで、代わったとしても君主制そのものはあり続けることが前提とされるものだった。しかし清末以後、孫文や章炳麟が使用する革命ということばは政治体制の変更をも視野に置いた革命であって、意味が現代的に変化しているのである。こうしたことばの変化は、西洋と接触した清末の状況によるものである。

### 国学・仏教・西洋思想

#### 国学の大成
章炳麟は革命事業のただ中に身を置きながらも、考証学を骨格として諸学問を昇華し、国学を大成した。その中に注音字母の発明（現在も台湾で使われている）、「中華民国」という呼称の制定、中国語諸方言を音韻学と結合させ新分野を開いたこと、戴震『孟子字義疏証』の思想的意義の顕彰等がある。また多くの優秀な後進も育成している。たとえば民国期の北京大学の国学系教授はほとんどその門下（黄侃、銭玄同、朱希祖、呉承仕など）で占められ、学閥をなしていた。章炳麟が国学大師と称される所以である。
こうした国学の誕生は、欧米学問の刺激によるものである。清末に欧米から新学問が流入しはじめると、伝統的な学問に波紋を広げるようになる。既に述べたように元々清朝考証学はその一部門である諸子学を発展させ孔子や六経の聖性を希薄化する方向に進展してきたが、それが19世紀における外からの刺激によって一層加速した。列強が富国強兵であることの背後に中華とは異なる価値観・学問体系があることが認知され始めたからである。これを受けて伝統学術は再編成を余儀なくされたが、その試みの一つが康有為の儒教の宗教化や附会説であり、章炳麟にあっては国学の大成であった。章は国学によって中華の伝統・歴史を再発見し、民族の誇りを呼び起こそうとしたのである。このことから章炳麟の深い部分で種族革命と国学の大成が通底していたことが分かる。その著作の多くはあまりに難解な文章・思想で綴られていたために、島田虔次に「浅学われわれのごときにはほとんど句読もきれぬ」と言わせたほどである。
ところでこの国学は清朝考証学がそのまま拡大し成立したものではない。国学には以下のような淵源があると言われる。
1. 兪樾からの、古文経学・小学・諸子学
2. 黄宗羲・万斯同・全祖望・章学誠からの、浙東史学（中国語版）・礼制の学、『通典』・『文献通考』の学
3. 楊文会の清末居士仏教からの、唯識・法相の仏教哲学
4. 西洋・明治日本からの、ドイツ観念論・社会進化論

上記のような諸学問が密接に接合することで国学は誕生した。特に小学（音韻学、方言学）の分野では『新方言』や『文始』のような画期的な成果を世に残した。また『国故論衡』や『検論』にも多く小学の研究が収められている。この両著については、後に国故整理運動を推し進めた胡適は『文心雕龍』や『史通』に比肩する著作として激賞している。
章炳麟の小学研究は音韻を基礎に据えたものであって、文字はまず音があってその後に字形が作られたという。さらにそれまでの伝統的小学と異なるのは、こうした小学の成果を歴史・社会研究に積極的に活用した点である。これは漢字が表意文字であるからこそ可能であった。たとえばある文字が古文や大篆にはなく、小篆にだけあるとすると、その文字が意味する概念は大篆を使用していた時代には無かった、という風に論ずるのである。章の構想した国学にあって、小学はすでに経学を単に補完するだけの学問ではなく、独自の存在理由を主張する学問であった。すなわち小学は国学の一翼を担った時点で儒教の軛を脱し近代的な言語学へと変貌していったといえよう。ただ章炳麟は甲骨文字の存在を承認せず、発見されたと称するものは全て劉鶚の偽造だと断じたため、この点は羅振玉や王国維らによって訂正されなければならなかった。
またその他の業績としては仏教哲学を用いて解釈した諸子学がある。章炳麟は仏教哲学によって荘子思想を解釈した『斉物論釈』や『荘子解故』を著した。

#### 章炳麟と仏教
楊文会によって仏教は清末に再び盛んとなり（清末居士仏教）、康有為や譚嗣同を始めとした革命家たちの間で広く流行した。章炳麟もその一人であったが、彼が特に好んだのは「唯心哲学」とも形容される唯識などの思弁的な仏教であった。知人の宋恕や夏曽佑らに勧められたらしいが、本格的に取り組んだのは蘇報事件で捕らえられていた期間に『成唯識論』（世親著・玄奘三蔵訳）や『瑜伽師地論』（同じく玄奘三蔵訳）といった仏教書を読破した以降であるようだ。章炳麟に拠れば、唯識は実証分析的且つ理論的である点が考証学に通ずるという。唯識に深く傾倒した章炳麟は、上に記したように諸子学研究に活用するなど、彼の学問・政治論全般にその影響は見られる。
論敵・康有為が儒教を完全に宗教化しようとしたことは述べたが、章炳麟も中国に宗教が必要だと思う点では同様であった。というのも、革命の失敗の原因は担い手の道徳腐敗にあると考えていたためである。そこで章炳麟は比較宗教論的な観点から、その道徳の退廃を正すために仏教が宗教として適切だとした。孔子教は論外であった。儒教には富貴利禄を求める伝統が染みついており、採用はできないとする。またキリスト教は西洋には良くても中国には益はないという。今中国にあるキリスト教はヤハウェを信仰するのではなく、実は西洋を信仰するにすぎない偽キリスト教であって取るに足りない（欧化主義批判）、また真のキリスト教もローマ帝国の例を見れば分かるように野蛮な国が採用すれば進化するが、中国のような文明国が信仰すれば退化する、という。なお、しばしば対立した孫文は当時の中国の知識人としては珍しくクリスチャンであった。
結局、章が推奨したのは仏教であった。種族革命と仏教の取り合わせは一見奇異に映るが、章炳麟は以下の理由で問題ないとする。すなわち仏教（法相）は平等を重んじて奴隷根性を去り、平等を犯すものを廃する戦いを承認する。したがって満州族と漢民族間、あるいは君臣間の不平等を一掃することに何ら不都合はないという立場なのである。革命道徳の話に戻せば、仏教（華厳）は「普（あまね）く衆生を度（すく）う」、「頭・目・脳髄、一切を衆生のために捨てるを辞さない」という自己犠牲精神を眼目とするために、今の世にふさわしいと章炳麟は言う。彼はこうした仏教の平等性を強調し、後述する社会進化論の影響で当然視されていた「弱肉強食」に異を唱えようとしたのである。
こうした章炳麟の仏教への尊崇の念は、『五無論』（『民報』16号）のような厭世主義的な文章を時に書かせた。すなわち当面は民族主義を掲げるが、やがては「無政府」・「無聚落」・「無人類」・「無衆生」・「無世界」に至らなければならないと言う。つまるところ章は個々人が多種多様であることを許され、かつ自立して他者を侵害しない世界を理想としていた。これは当時一世を風靡していた社会進化論の描く理想郷とは異なる世界といえよう。仏教はこれに対抗する強力な思想的武装だったのである。

#### 西洋・日本からの影響
ナショナリズムは章炳麟が国学を作り上げる大きな動機となっている。ただし、西洋の学問を拒絶しているわけではなく、その著述を開ければ至る所でフィヒテやカント、ショーペンハウアーなどに言及している。
日本の思潮で似ているものを挙げるとすれば、三宅雪嶺や志賀重昂らの結社政教社出版の雑誌『日本人』が唱えた「国粋保存」であろう。政教社のメンバーは東京英語学校や哲学館出身の者がほとんどで、彼らは国際社会の中における国粋の発揚を主張していた。実際、章炳麟の国粋という概念は政教社から影響を受けたという研究もある。上に挙げた西洋哲学者にしても、その学説を知ったきっかけは日本に滞在し、その翻訳を読んで知識を仕入れた可能性が高い。章炳麟に限らず当時日本にいた中国人は明治日本を経て西洋思想に触れたのであって、西洋思想という光を一方から受けて別の方へ照射するという意味で、明治日本は思想のプリズム的役割を果たしていたことになる。
社会進化論も明治日本を経由して章炳麟に影響を与えた学問である。社会進化論は、1895年に厳復が『天演論』で中国に紹介し、一大ブームを起こしていた。一方で、『天演論』の古風な文体は読解が困難だったこともあり、出版社が日本語に翻訳されたものを再度漢訳したり、日本人社会学者の著書を翻訳していた。その翻訳を担ったのが在日の中国人たちであり、章炳麟はその一人であった。彼は日本に亡命した際、梁啓超の紹介で岸本能武太の『社会学』を翻訳し、1902年に広智書局から刊行している。この本はハーバート・スペンサーの社会進化論に則って書かれたもので、章炳麟はこの本より種族間生存競争に勝つためには国粋への誇りを胸に宿して同種族が堅く結束し、多種族に対抗しなければならない、という社会進化観を獲得した。もっともそれはストレートに受容されたのではなく、従前の仏教によって修正されている。すなわち社会進化論では、往々にして進化とは悪が漸次無くなり、かわって善なるものが増加する過程だとされる。これに対し、章は「倶分進化論」（『民報』7号）において、進化とは善なるものも、悪なるものも並進して進化するのだという。今の人類は太古のそれより生活は豊かになったが、文明の利器によって多くの同類を殺戮できるではないか、というのである。
日本の土を三度踏んだ章炳麟は、日本と浅からぬ縁があることは言うまでもない。清朝からの追っ手を避けた先が日本であったし、西洋知識や仏典を獲得したのも日本であった。しかし同時に、清朝の依頼とはいえ度々革命活動を明治政府に妨害され、文部省が『清国留学生取締規則』を公布したために友人の陳天華が自殺している。さらに日本が対華21ヶ条要求や満州事変などを行ったこともあって、これが章炳麟を日本嫌いにしたといえよう。これに対し日本側もその奇矯ぶりをあげつらったり、西洋哲学の理解が一知半解だとする批判を展開した。

## 逸話
芥川龍之介は、1921年に大阪毎日新聞の海外視察員として上海に滞在していた際、当時54歳の章炳麟と会談しており、その風貌について次のように書き残している。「氏の顔は決して立派じゃない。皮膚の色は殆黄色である。口髭や顎髭は気の毒な程薄い。突兀と聳えた額なども、瘤ではないかと思う位である。が、その糸のように細い眼だけは、－上品な縁無しの眼鏡の後に、何時も冷然と微笑した眼だけは、確かに出来合いの代物じゃない」「章炳麟が袁世凱に捕らえられてなお生きていられたのは、この眼の鋭さのためだ」と述べている。
章炳麟は奇行が多いことで知られ、瘋子（常軌を逸した人）と諷された。種族革命に心血を注ぎ、変法派に徹底した批判を加えた革命家の熱情が、時として変法派以外にも向けられたためであろう。すなわち孫文を痛罵し、五四運動に反対し、白話運動にも非難を加え、学術方面では甲骨学にも異を唱えた。また日本及び日本の学者にも批判の矛先を向けている。革命事業においてその熱情は反骨精神として評価されるが、それ以外に向けられた場合（特に辛亥革命以降）には頑固な保守、あるいはアナクロニズムと評されることが多い。章炳麟評を聞く限り、周囲に緊張を強いて、ある種近寄りがたい雰囲気を持つ人物だったかのようだ。
魯迅（周樹人）は、青年期に留学生として日本に滞在しており、1908年、弟の周作人らとともに東京小石川の章炳麟邸にて『説文解字』の講義を受けている。魯迅は当時の章炳麟について、上述の奇行録とは対照的に温和な人物として回想している。魯迅は同じ浙江出身の章炳麟を尊敬していたようで「先生の業績は革命史に残るものの方が、学術史に残るものよりもきっと大きいであろう」との評を下している。また「先生のにこやかな音容は今もなお眼のあたり見るごとくであるのに、講義していただいた『説文解字』の方は、一句もおぼえていない始末なのである」、「お偉方にはとかくむかっ腹をたてられたが、学生に対しては実に優しく、家族や友人と同様に気軽に談笑された。…まじめかと思えば冗談をとばし、にこにこ講義をされる」とも述懐している。周囲の厳しい章炳麟評を当然承知したと思われるが、魯迅は「にこやか」、「冗談をとばし」と形容しており、ここに章炳麟に対する深い敬愛の念を感じ取れる。ちなみに章炳麟と魯迅の師弟は同年に亡くなっている。そして上に引いた文章「太炎先生に関する二、三の事」は魯迅が亡くなるわずか10日前に書かれた絶筆である。
儒教や漢文、科挙とは無縁の、チベット仏教やイスラムの地が中国の不可分の国土であるなら、制度文物をことごとく華制に従ってきた朝鮮は、なおいっそう中国の不可分の国土であるのは当然であり、章炳麟は、チベット、回部、蒙古は住民にまかせてよいが、朝鮮とベトナムは必ず回収しなければならないと説いている。

## 著作
- 『訄書（中国語版）』初刊本、1899年
  - 『訄書』重訂本、1904年
- 『章氏叢書』1915-1919年、全24冊
『春秋左伝読』叙録一巻、『新方言』十一巻、『荘子解故』一巻、『斉物論釈』一巻、『国故論衡』三巻、『検論』九巻等を収む
- 『章氏叢書続編』1933年、全4冊
『広論語駢枝』一巻、『菿〈草+到〉漢微言』六巻、『春秋左氏疑義答問』五巻等を収む
- 『章氏叢書三編』1939年
『太炎文録続編』七巻、『自定年譜』、『古文尚書拾遺定本』等を収む。

- 『章太炎全集』2014-2017年、全17巻20冊、上海人民出版社、ISBN 9787208148888
章炳麟の孫にあたる章念馳(zh)の呼びかけのもと、上海人民出版社・杭州市余杭区政府の合作で編纂された、全著作・関連史料を網羅した新版全集

### 日本語訳注
- 荒木見悟「斉物論釈訓註 1」『哲学年報』第29号、九州大学、1970年。doi:10.15017/2328717。（全3回。2: doi:10.15017/2328713 3: doi:10.15017/2328705）
- 高田淳『辛亥革命と章炳麟の斉物哲学』研文出版、1984年、ISBN 4876360499（『斉物論釈』などの詳細な注釈）
- 西順蔵・近藤邦康 編訳『章炳麟集－清末の民族革命思想』岩波書店〈岩波文庫〉、1990年、ISBN 4003323319
  - 一部重複:『中国古典文学大系 58 清末民国初政治評論集』平凡社、1971年、ISBN 4582312586
- 村田雄二郎 責任編集『新編 原典中国近代思想史 第2巻 万国公法の時代 洋務・変法運動』、岩波書店、2010年、ISBN 978-4000282222

## 関連文献
- 小野川秀美『清末政治思想研究』平凡社東洋文庫、2009年。第1巻: ISBN 978-4582807912 第2巻: ISBN 978-4582807936（初出: 1960年京都大学人文科学研究所報告、1969年みすず書房）
- 島田虔次『中国革命の先駆者たち』筑摩書房、1965年10月15日。 ISBN 4480010459
- 湯志鈞・近藤邦康『中国近代の思想家』岩波書店、1985年、ISBN 978-4000013475
- 湯志鈞 著、児野道子 訳『近代中国の革命思想と日本 湯志鈞論文集』日本経済評論社、1986年、ISBN 978-4818801226
- 小林武『章炳麟と明治思潮』研文出版、2006年、ISBN 4876362661
- 坂元ひろ子『連鎖する中国近代の“知”』研文出版、2009年、ISBN 978-4-87636-306-3
- 石井剛『戴震と中国近代哲学：漢学から哲学へ』知泉書館、2014年、ISBN 978-4862851697